# Štika americká
Štika americká (Esox americanus) je severoamerický druh štiky. Utváří dva poddruhy: Esox americanus americanus a Esox americanus vermiculatus.

## Popis
Jedná se o rybu s typickým štikovitým tělem uzpůsobeným pro hbité a rychlé plavání. Oproti ostatním štikovitým rybám vyniká hlavně svou malou velikostí těla. Štika americká běžně dosahuje délky těla kolem 30 cm a váhy 28–170 g. Rekordně velké štiky americké mohou vážit přes 900 g a dosahovat délky kolem 33 cm.
Oba poddruhy jsou velmi podobné, ale E. americanus vermiculatus postrádá charakteristické oranžovo-červené zbarvení ploutví, které má E. americanus americanus. Jeho ploutve mají tmavé okraje a jsou jantarově až zemitě zabarvené. Navíc jsou světlé oblasti mezi tmavými pruhy obecně širší u E. americanus vermiculatus a u E. americanus americanus jsou užší.

## Výskyt a potrava

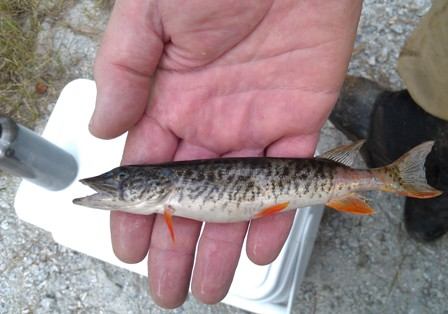
Ulovený jedinec subsp. americanus

Tento druh štiky se nachází v úmoří Atlantského oceánu, sladkovodních jezerech, potocích a bažinách. Štika americká loví ze zálohy menší rybky, ale nepohrdne korýši, jako jsou raci nebo larvy hmyzu.
Oba poddruhy jsou původními obyvateli sladkovodních území Severní Ameriky. Rozšíření E. americanus americanus sahá od povodí řeky svatého Vavřince v Québecu až po pobřeží Mexického zálivu, od Mississippi po Floridu. E. americanus vermiculatus má své území dále na západ, rozprostírá se od povodí Velkých jezer, od Ontaria po Michigan, až po západní pobřeží Mexického zálivu, od východního Texasu po Mississippi.

## Rybolov
Štika americká patří k ne moc známým lovným druhům, ale přesto je lovena s ultra lehkým vybavením.

## Ohrožení
Mezinárodní svaz ochrany přírody druh hodnotí jako málo dotčený.